# Юлиана фон Хесен-Филипстал
Юлиана фон Хесен-Филипстал (на немски: Juliane von Hessen-Philippsthal) от Дом Хесен е ландграфиня от Хесен-Филипстал и чрез женитба графиня, от 1787 до 1799 г. регентка на Шаумбург-Липе.

## Биография
Родена е на 8 юни 1761 година в Цютфен, Нидерландия. Тя е дъщеря на ландграф Вилхелм фон Хесен-Филипстал (1726 – 1810) и принцеса Улрика Елеонора фон Хесен-Филипстал-Бархфелд (1732 – 1795), дъщеря на ландграф Вилхелм фон Хесен-Филипстал-Бархфелд и съпругата му принцеса Шарлота Вилхелмина фон Анхалт-Бернбург-Шаумбург-Хойм.
Юлиана се омъжва на 10 октомври 1780 г. във Филипстал за 57-годишния граф Филип II Ернст фон Шаумбург-Липе (1723 – 1787). Тя е втората му съпруга. Той умира след седем години и тя поема регентсвото за малолетния си син Георг.
Умира на 9 ноември 1799 година в Бюкебург, Свещена Римска империя, на 38-годишна възраст.

## Деца
Юлиана и Филип II Ернст фон Шаумбург-Липе имат децата:
- Елеанора Луиза (1781 – 1783)
- Вилхелмина Шарлота (1783 – 1858), омъжена на 7 ноември 1814 г. във Виена за граф Ернст Фридрих Херберт фон Мюнстер-Леденбург (1766 – 1839)
- Георг Вилхелм (1784 – 1860), граф (1787 – 1807) от 1784 княз на Шаумбург-Липе, женен на 23 юни 1816 г. в Аролзен за принцеса Ида Каролина Луиза фон Валдек-Пирмонт (1796 – 1869)
- Каролина Луиза (1786 – 1846)

Юлиана има деца и от камерхер и дворцовмаршал фрайхер Клеменс Августус фон Каас:
- Клементс Антон фон Каас, фрайхер фон Алтхауз (1790 – 1886), генерал на войската на Перу, женен за Мануела Флорес дел Кампо
- Август фон Каас, фрайхер фон Алтхауз (1791 – 1875), женен I. 1827 г. в Имендинген за Каролина, фрайин фон Райшах (1807 – 1830), II. 1832 г. в Сцглат за Ернестина, фрайин фон Райшах (1813 – 1859)